# Lesonice (okres Znojmo)
Obec Lesonice (německy Lissnitz) se nachází v okrese Znojmo v Jihomoravském kraji. Žije zde 256 obyvatel.

## Geografická poloha
Obec Lesonice se nachází 5 km na jih od Moravského Krumlova, v severní části okresu Znojmo. Rozkládá se v mírném údolí. Je obklopena lány polí, z východní části lesem, který je posledním výběžkem Českomoravské vysočiny.

## Název
Na vesnici bylo přeneseno původní pojmenování jejích obyvatel Lesonici odvozeno od osobního jména Lesoň, které znamenalo "Lesoňovi lidé". Do němčiny bylo zprvu (doklad z 1314) přejato jako Lessonycz, později došlo k úpravě na Lissonicz (doloženo 1447), od 17. století se užívala podoba Lissnicz (s pravopisnými obměnami).

## Historie
Osídlení oblasti je na základě archeologických vykopávek doloženo již od mladší doby kamenné. Nedaleko obce na kopci Leskoun se nacházelo hradiště. Mnoho nálezů pochází i z doby po stěhování národů, kdy bylo území osídleno Slovany. Obyvatelstvo bylo vždy ryze slovanské.
První zmínka o Lesonicích pochází z roku 1190 a týká se záznamů o převodu pozemků. Osudy obce ovlivnily mnohé válečné konflikty, například prusko-rakouská válka, během níž tudy táhla nepřátelská pruská vojska, první i druhá světová válka.

## Současnost
Existence panského dvora, pozdějšího velkostatku, je v Lesonicích doložena již roku 1349, kdy jej měl v držení Zdeněk z Lipé, tehdejší vlastník Moravského Krumlova. Areál velkostatku, který později využívalo JZD, je ale v současnosti v neudržovaném stavu a nemá žádné využití.
V obci je malotřídní škola, kterou navštěvují i žáci ze sousedních Petrovic. O kulturní život v obci se starají členové místního TJ Sokol a členové SDH Lesonice, od roku 2007 také členové ochotnického divadla. Od roku 1924 je v obci Sokolovna, která společně s hřištěm slouží ke sportovním a kulturním účelům. V létě je hojně využíváno také místní koupaliště. Do obce vede cyklostezka.

## Pamětihodnosti
- Zvonice
- Socha svatého Jana Nepomuckého na návsi
- Pomník padlých z první světové války

## Galerie

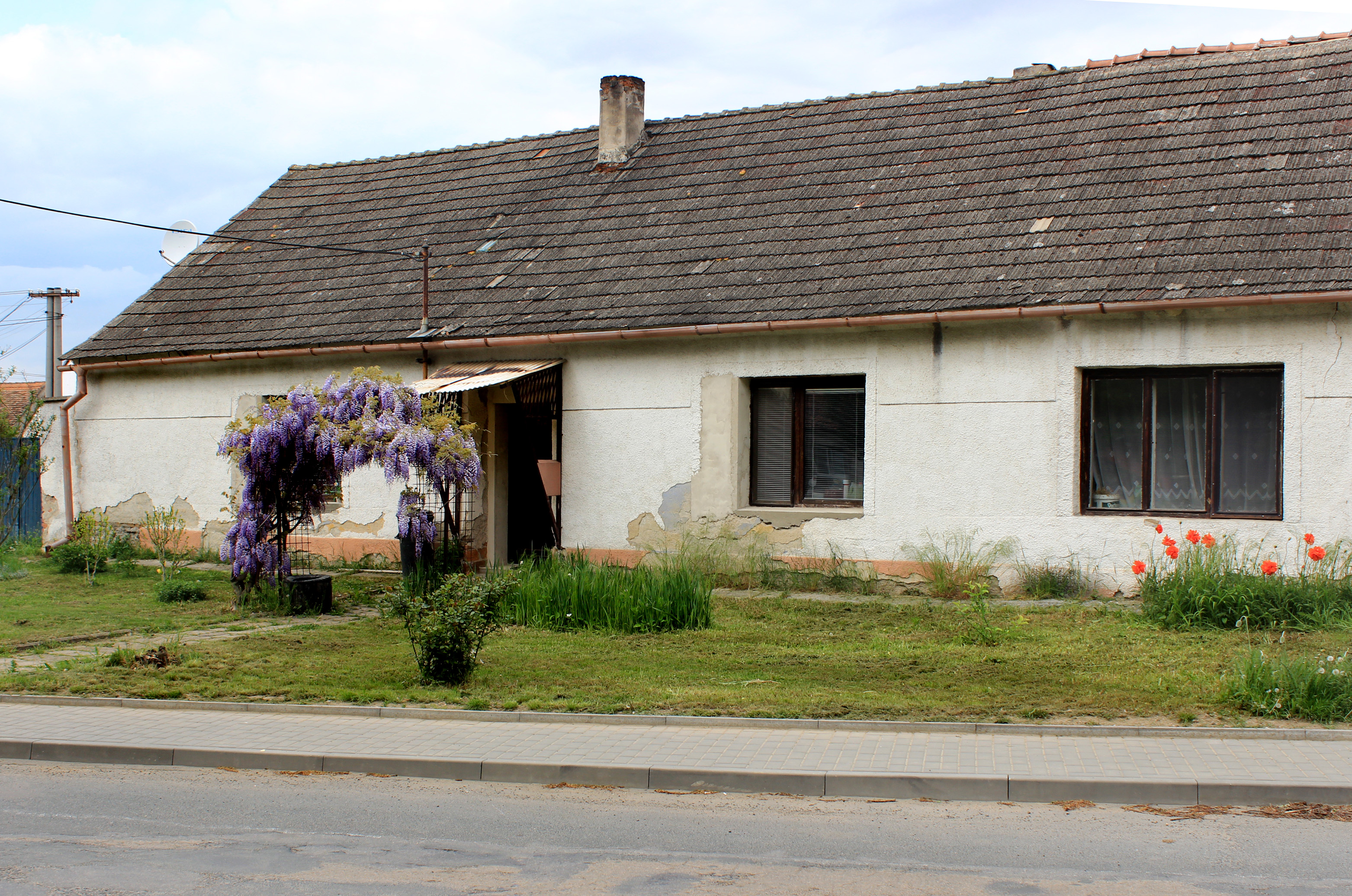
Domek na návsi
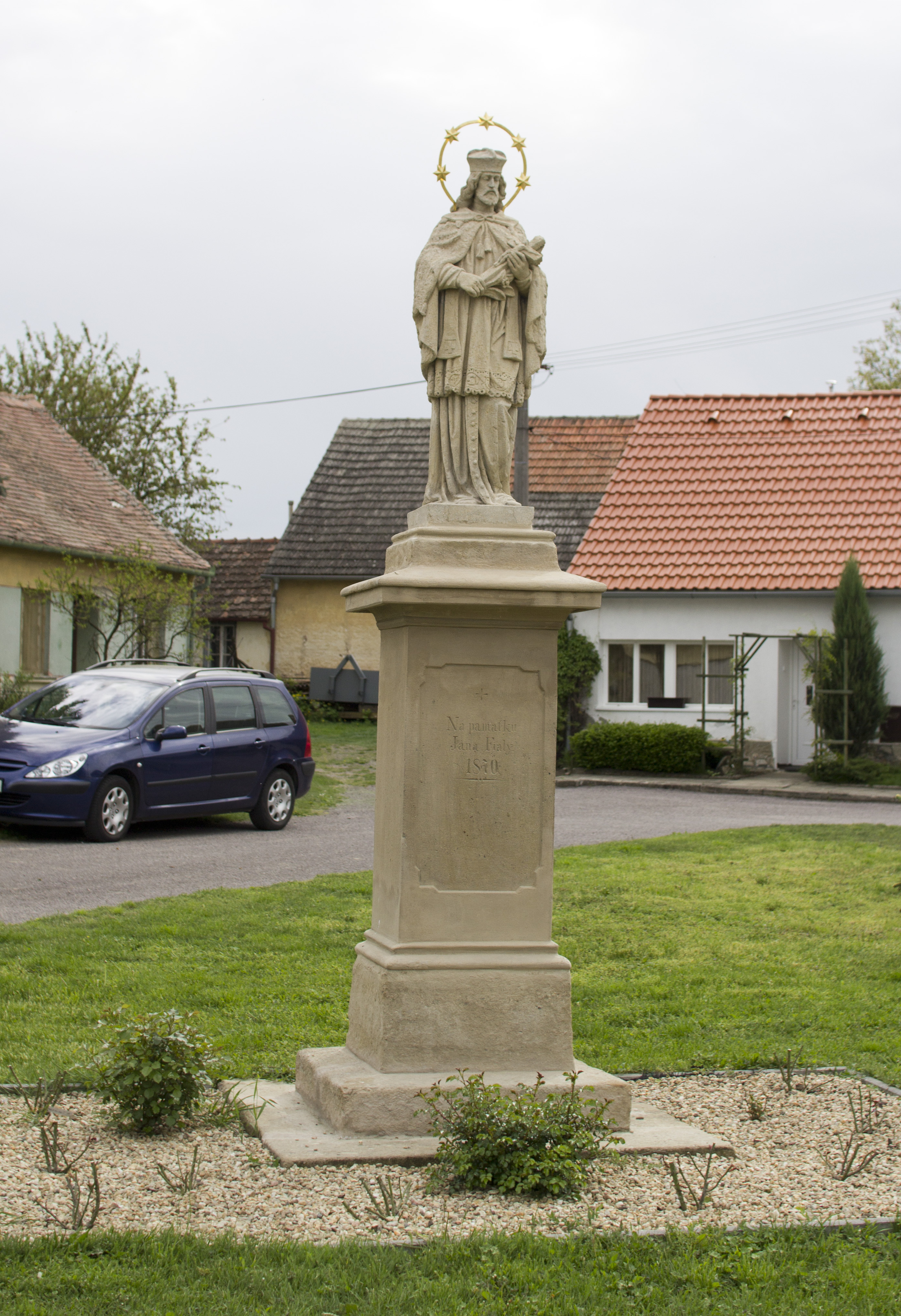
Socha svatého Jana Nepomuckého
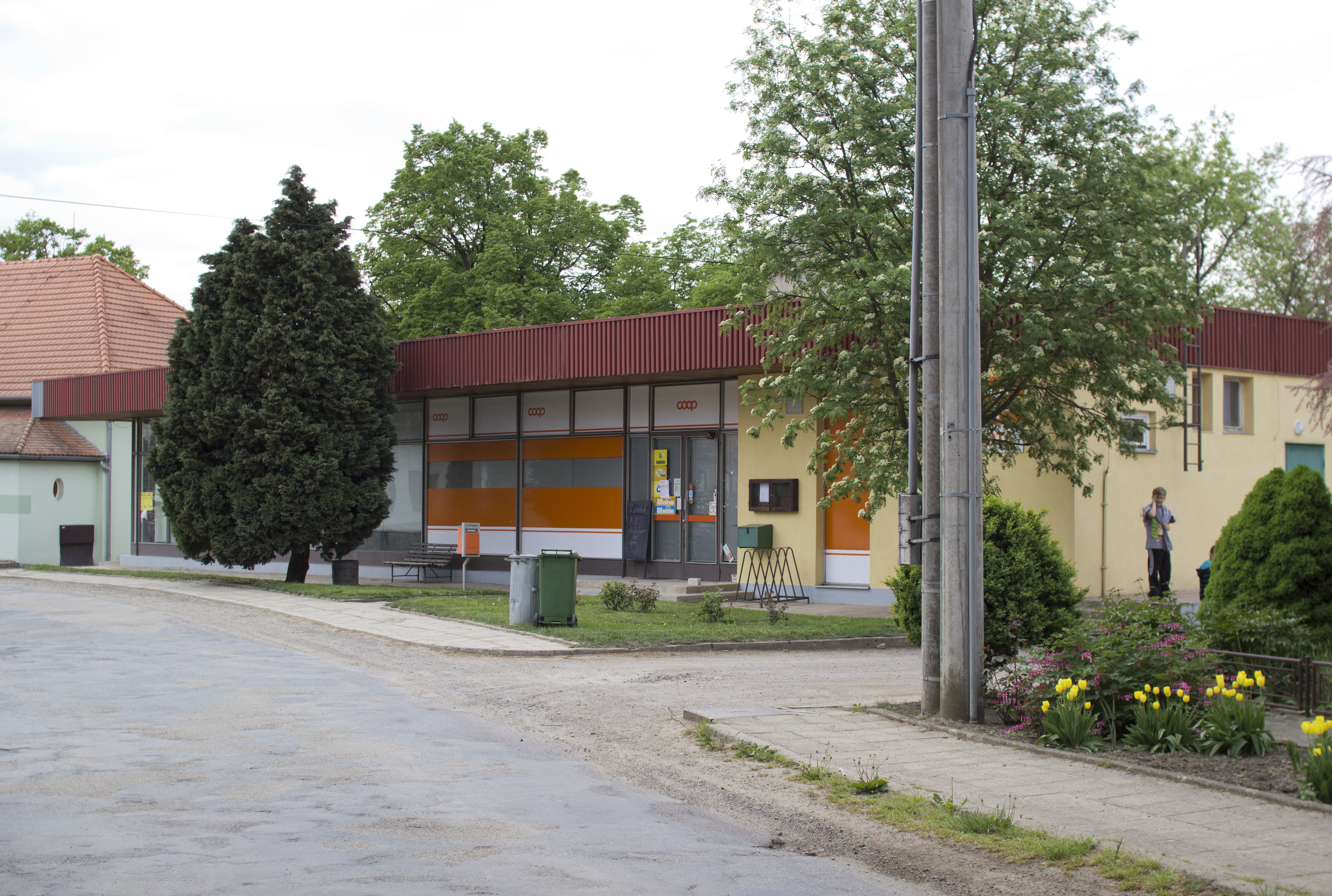
Obchod